# Miguel Obando y Bravo
Miguel Obando y Bravo, född 2 februari 1926 i La Libertad, död 3 juni 2018 i Managua, var en nicaraguansk kardinal och ärkebiskop. Han var ärkebiskop av Managua från 1970 till 2005.

## Biografi
Miguel Obando y Bravo var son till Antonio Obando y Cisneros och María Nicolasa Bravo de Obando. Obando inträdde i Salesianorden 1949 och prästvigdes av ärkebiskop och sedermera kardinal Giuseppe Paupini den 10 augusti 1958. 
I januari 1968 utnämndes Obando till titulärbiskop av Putia in Byzacena och hjälpbiskop av Matagalpa och biskopsvigdes av biskop Marco Antonio García y Suárez den 31 mars samma år. Obando utnämndes i februari 1970 till ärkebiskop av Managua och installerades i april samma år. Ärkebiskop Obando stod upp för de mänskliga rättigheterna under Somozas diktatur och senare sandinistregimen. År 1979 mottog Obando Bruno Kreisky-stiftelsens människorättspris.
Den 25 maj 1985 upphöjde påve Johannes Paulus II Obando till kardinalpräst med San Giovanni Evangelista a Spinaceto som titelkyrka. Kardinal Obando deltog i konklaven 2005, vilken valde Benedikt XVI till ny påve.